# Општина Лункоју Де Жос (Хунедоара)
Лункоју Де Жос (рум. Luncoiu De Jos) општина је у Румунији у округу Хунедоара.
Oпштина се налази на надморској висини од 324 m.